# Allojapyx
Allojapyx es un género de Diplura en la familia Japygidae.

## Especies
- Allojapyx allodontus (Silvestri, 1911)